# Fundreich Thalmässing
Koordinaten: 49° 5′ 16,5″ N, 11° 13′ 10,7″ O

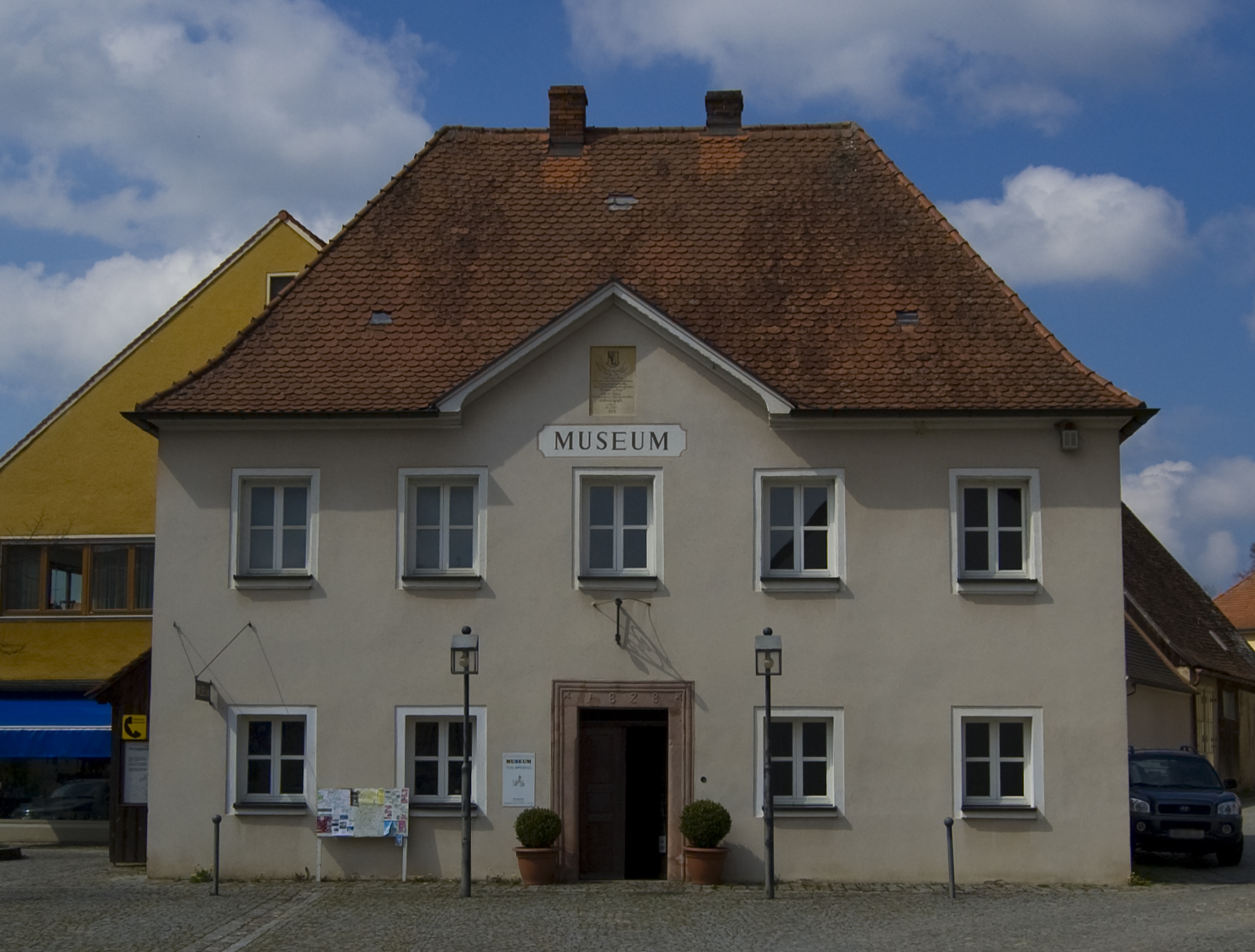
Vor- und frühgeschichtliches Museum Thalmässing (2008)

Das Fundreich Thalmässing (bis 2013 Vor- und frühgeschichtliches Museum Thalmässing) ist ein archäologisches Museum im mittelfränkischen Markt Thalmässing im Landkreis Roth. Das Museum zeigt Funde aus der Stein-, Bronze- und Eisenzeit bis zur Zeit der Völkerwanderung. Der Schwerpunkt des Museums liegt auf der Darstellung der regionalen Entwicklungsgeschichte.
Das vom Landkreis Roth getragene Museum wurde im Jahre 1983 gegründet und in einem Gebäude untergebracht, das ursprünglich im Jahre 1828 als Getreidespeicher errichtet, später aber als Rathaus genutzt wurde. Die im ersten Obergeschoss untergebrachte Dauerausstellung wurde in Zusammenarbeit mit der Naturhistorischen Gesellschaft Nürnberg konzipiert. Das Erdgeschoss steht für Sonderausstellungen (2024: „Als das Mammut zu schwitzen begann …“) und museumspädagogische Aktivitäten an arbeitsfähigen Rekonstruktionen zur Verfügung. Zu den Prunkstücken der Ausstellung gehörten ein nahezu 4.000 Jahre altes Hockergrab eines Mannes aus der Schnurkeramikkultur, ein 1983 gefundener bronzener Stieranhänger sowie ein aufwändiger Nachbau einer hallstattzeitlichen Grabkammer samt Grabbeigaben einer keltischen Dame, das von 1983 bis 1986 in Landersdorf vollständig ausgegraben und erforscht wurde. Die jüngsten Funde stammen aus dem 6. und 7. Jahrhundert n. Chr., als sich der Stamm der Bajuwaren in Thalmässing ansiedelte und ein Gräberfeld anlegte. Vor dem Museum wurde 2014 der Stieranhänger als vergrößerte stählerne Replik aufgestellt.
Ein angeschlossener archäologischer Wanderweg führt zu Fundplätzen (u. a. vorgeschichtliche Grabhügel) und weitere Sehenswürdigkeiten (u. a. Geschichtsdorf Landersdorf) an dem nahegelegenen Jurarand.